# .it
.it je internetová národní doména nejvyššího řádu pro Itálii.